# Banshee
Vous pouvez aider à l'améliorer ou bien discuter des problèmes sur sa page de discussion.
- Il contient une ou plusieurs listes. Le texte gagnerait à être rédigé sous la forme d’un ou plusieurs paragraphes synthétiques, afin d’être plus agréable à lire. (Marqué depuis octobre 2024)
- Il doit être recyclé. La réorganisation et la clarification du contenu sont nécessaires. (Marqué depuis octobre 2024)

Pour les articles homonymes, voir Banshee (homonymie).
Une banshee, banshie ou bean sí, est une créature féminine surnaturelle de la mythologie celtique irlandaise, considérée comme une magicienne ou une messagère de l'Autre monde (sidh). Elle est comparable à d'autres créatures mythologiques d'Europe (mythologie galloise ou nordique).

## Étymologie
La banshee est connue sous différents noms selon les langues et les époques. La désignation actuelle la plus commune est le terme anglais banshee (attesté en 1771), qui dérive du gaélique irlandais par emprunt phonétique.
En gaélique d'Irlande, le terme est bean sidhe (ou bean sí, anciennement ben síd), en gaélique d'Écosse bean sith, signifiant littéralement « femme du sidh »,. Le sidh (ou sí, síd, sith, sidhe) désignait l'Autre Monde dans la mythologie celtique du peuple Gaël, puis ce terme prit ultérieurement le sens de « colline, tertre, monticule » (donnant accès au royaume des dieux ou de la mort), puis le sidhe/sith (confondu avec Aos sidhe) puis finalement le sens de « peuple des collines » ou de « fée » (anglais fairy).
La banshee est parfois désignée d'après son comportement : en Irlande par bean chaointe (écossais caointeach, anglais keening (en) woman), c'est-à-dire la « femme qui hurle des mélopées funèbres ».
Dans le sud-est de l'Irlande, la banshee est également désignée par différentes formes dialectales de badhbh ; ce terme dérive de Badh (ancien Bodhb), nom d'une déesse protectrice (ou guerrière) dans la mythologie celtique ou médiévale.

## Mythologie celtique des Gaëls

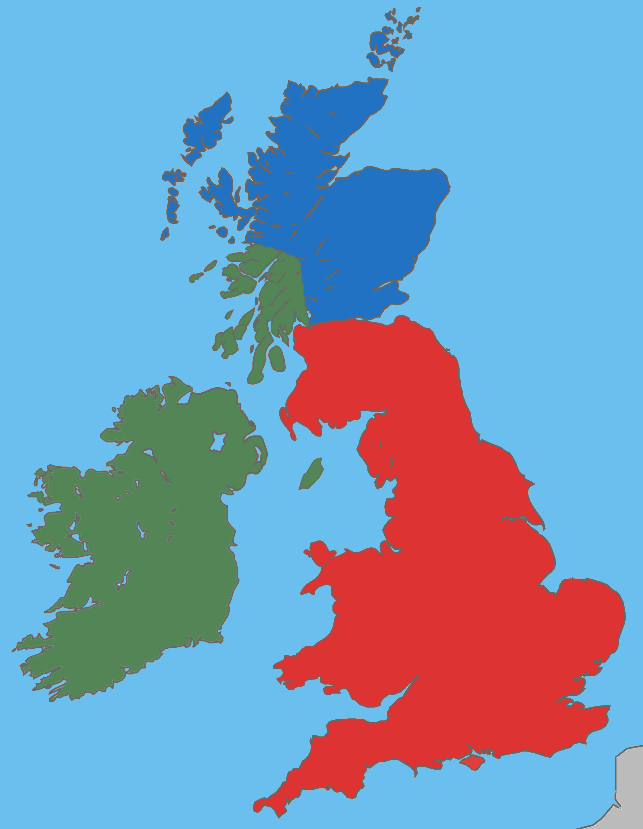
En vert, les régions de langues gaéliques des îles Britanniques vers le Ve siècle.

Si la documentation nous provient essentiellement de la littérature irlandaise médiévale (après la christianisation de l'Irlande), la bean sí est probablement d'origine celtique.
Il est difficile de déterminer le sens originel de bean sí, en raison du mélange de concepts païens et chrétiens dans les textes médiévaux. Anciennement, bean sí aurait pu désigner une « qualité mystique ou magique » (sí) attachée à une « femme » (bean). Ce ne serait qu'à partir du VIIIe siècle, que la bean sí prendrait dans les textes le sens de « femme de l'Autre monde ».
Parfois elles accordent leurs faveurs à des hommes, s’ils en sont dignes, c’est-à-dire à des héros ou à des guerriers émérites, tels Conle ou Bran Mac Febail et les emmènent avec elles, dans la « Plaine des Plaisirs », Mag Meld, un autre nom du Sidh. Parfois leur apparition provoque une maladie que nulle médecine ne peut guérir, et qui conduit à la mort, à moins d’une intervention divine.
Le récit, superficiellement christianisé, de la mort de Muirchertach Mac Erca (Aided Muir-chertaig Meic Erca) nous présente une bansidh et ses pouvoirs. Dans cette histoire, le héros n’est pas emmené dans le sidh, mais la femme exerce dans le monde avant de se convertir. Sin, la femme de l’Autre Monde, est d’une telle beauté que le roi ne peut résister à sa séduction et elle exige qu’il répudie et chasse son épouse. Il lui est interdit de prononcer le nom de la femme (geis), sous peine de mort. Sa magie est telle qu’elle peut créer des armées, changer l’eau en vin, transformer des pierres en moutons et des fougères en porcs, elle peut aussi faire de l’or et de l’argent.

## Folklore des îles Britanniques

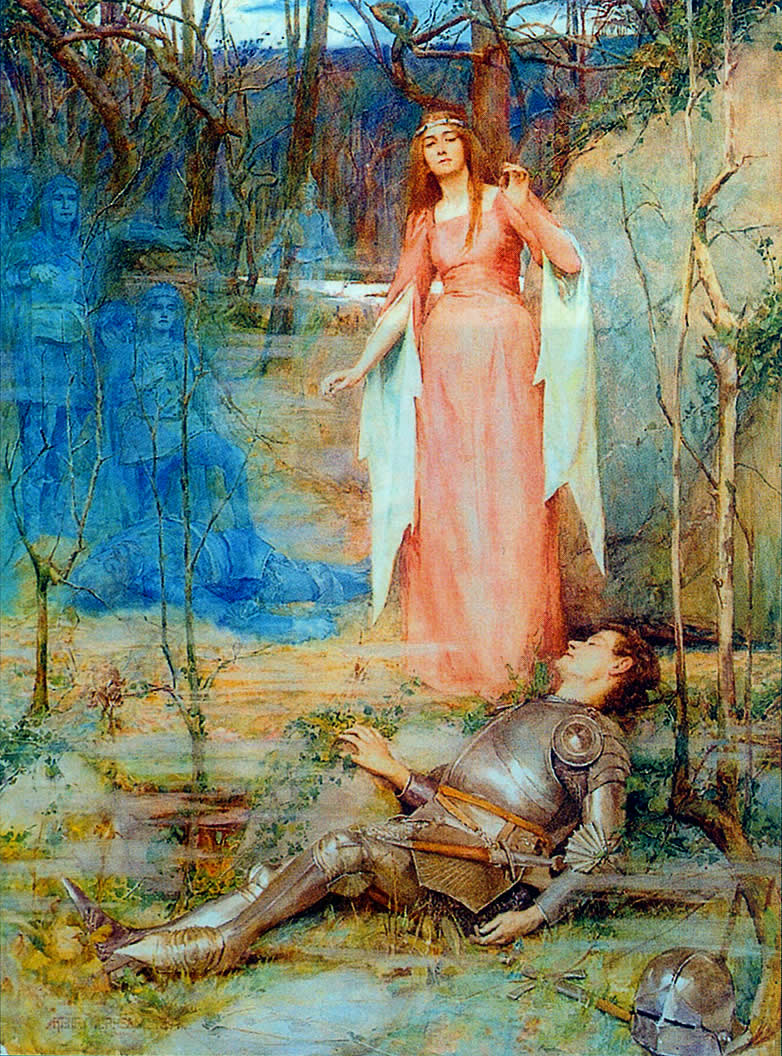
The Banshee (1897), aquarelle de Henry Meynell Rheam

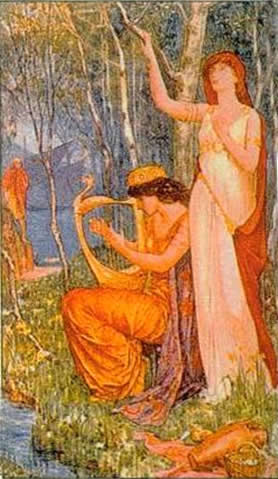
The Banshee (1902), Henry Justice Ford

La banshee du folklore concerne toutes les légendes et croyances populaires des îles Britanniques (Irlande et Grande-Bretagne). Ces légendes étaient transmises de génération en génération, principalement par voie orale (contes, récits, chants, rites). Les banshee sont restées un objet de croyance depuis le Moyen Âge jusqu'au début du XXe siècle où les légendes et contes populaires ont été collectés par des chercheurs.

### Messagère de mort
Une caractéristique majeure du folklore de la banshee est son lien avec l'annonce ou le présage de la mort. Dans les traditions et récits médiévaux, la manifestation de la banshee était liée aux aspects guerriers, avec l'annonce des morts durant les batailles sanglantes et la symbolique du passage vers l'Autre Monde (chrétien ou païen). À l'époque moderne, dans le contexte d'une société paisible, la banshee annonce généralement les morts (de cause naturelle) au sein d'une famille ou d'une maison.
Selon Lysaght, l'origine principale des légendes de Banshee, en tant que messagère de mort, est la figure et le rôle de déesses mythologiques celtiques irlandaises. D'autres origines sont parfois supposées, comme l'ancienne tradition et pratique irlandaise des lamentations funèbres, le folklore anglo-saxon des fées (fairies), le folklore médiéval et moderne des fantômes et esprits revenants d'une femme (attachée à une famille) ou le folklore autour du « peuple des monticules » (aos sidhe).

#### Protectrice de la famille
Chaque grande famille irlandaise avait sa propre banshee. Celle-ci suivait la famille si elle déménageait dans un autre pays.

« Une des plus belles superstitions des fictions irlandaises est d'assigner à certaines familles d'une vieille souche et d'un rang distingué, le privilège d'une banshie, ainsi nommée, ou fée domestique, dont l'office est d'apparaître en deuil pour annoncer la mort prochaine d'un membre de cette race. »

— Walter Scott, La démonologie, ou histoire des démons et des sorciers
Souvent, la venue d'une banshee associée à une ancienne famille s'accompagne de celle d'un coche noir, conduit par un fantôme sans tête. C'est lui qui est alors chargé de recueillir l'âme du défunt. En janvier 1804, deux soldats du Coldstream Regiment virent passer un tel attelage à Londres. Lorsqu'ils virent une femme sans tête se déplacer le long du Birdcage Walk en coche, ils eurent une frayeur telle qu'ils durent séjourner quelque temps à l'hôpital.
Cette tradition d'une banshee protectrice des familles peut être comparée à d'autres figures légendaires d'Europe, comme les lares de l'Antiquité romaine, d'origine étrusque : des divinités protectrices particulières à chaque famille (Lar familiaris).

#### Lavandière
D'après la tradition orale du XXe siècle, dans le comté de Galway et ses régions limitrophes, dans l'ouest de l'Irlande, la banshee nettoie parfois un linge dans un cours d'eau ; à l'instar d'autres légendes de lavandière de nuit, comme le présage de mort de la bean nigh du folklore gaélique d'Écosse ou la kannerezed noz de Bretagne.
Selon Lysaght, ce folklore moderne est directement relié aux histoires médiévales irlandaises qui mentionnent que la déesse celte Badb annonçait les morts à la bataille en nettoyant les vêtements ensanglantés des personnes destinées à mourir.

#### Pleureuse
Selon la tradition, la banshee annonce parfois la mort par des pleurs, des gémissements ou des lamentations ; ou plus exactement des « mélopées funèbres ». Par ce comportement, elle est ainsi dénommée en irlandais bean chaointe, en écossais caointeach, et en anglais keening woman (« femme pleureuse »).
Ces « mélopées funèbres » font directement référence à l'ancienne pratique gaélique des pleureuses : des femmes qui improvisaient des lamentations vocales durant les processions funèbres et les enterrements, afin de rendre hommage au mort et à sa famille. Cette pratique funèbre, présente dans plusieurs régions du monde, est attestée en Irlande et en Écosse durant le Moyen Âge. Elle a progressivement disparu, à la suite de l'interdiction de cette pratique par l'Église catholique en Irlande. Ces pleureuses (parfois rémunérées) imitaient généralement les aspects de la banshee légendaire, en portant par exemple leurs cheveux dénoués, une longue robe ou les pieds nus.

#### Crieuse
Dans le folklore plus tardif, notamment la tradition orale du XXe siècle, la banshee annonce la mort par un cri ou hurlement terrifiant, à glacer le sang, réveillant n'importe quel être dormant même dans un sommeil très profond. Cette tradition moderne semble particulièrement présente dans les régions influencées par des cultures non gaéliques, telles que l'Est de l'Irlande, le sud de l'Écosse et le pays de Galles.
Le cri de la banshee, comparable à un râle de la mort ou encore à des plaintes d'une femme en plein accouchement, se distingue néanmoins d'un cri humain ou animal, et il se fait toujours entendre durant la nuit. Ce cri est le présage d'une mort imminente, notamment dans la maison ou la famille.
Cette banshee crieuse, souvent assimilée à un esprit ou fantôme, est similaire à d'autres figures de revenants du folklore médiéval d'Europe[Lesquelles ?], qui par leurs cris annoncent un décès.

### Apparence
D'après les récits et témoignages collectés, il apparait plusieurs caractéristiques fréquentes sur l'apparence de la banshee.
La banshee est toujours un être solitaire.
Elle est très souvent décrite comme une vieille femme hideuse, très maigre, portant de longs cheveux, qui sont dénoués et visibles, à l'inverse de l'ancienne tradition irlandaises des femmes cachant leurs cheveux dans un foulard. Quelques légendes mentionnent la banshee se coiffant ou son peigne volé par un humain.
La banshee porte généralement une longue robe, à la mode ancienne. Parfois la banshee est pieds nus.
Les descriptions reprennent parfois certaines caractéristiques légendaires des fantômes, telle que l'extrême pâleur ou la blancheur de sa peau ou les traits morbides de son visage.

### Légendes et créatures apparentées
D'autres créatures légendaires sont apparentées à la banshee :
Les sluagh, sont les esprits des morts sans repos, dans le folklore irlandais et le folklore écossais. Interdits dans l'Autre Monde (Paradis, Enfer, Sidh), ils apparaissent aux humains et sont souvent décrits comme des créatures perturbatrices ou destructrices.
Le folklore de la Dame blanche se confond parfois avec celui de la banshee, en un personnage trouble ayant les mêmes caractéristiques. La Dame blanche, mythe plus moderne semble clairement dérivé de celui de la banshee[réf. nécessaire]. On peut supposer que, fort de son succès, la légende de la Dame blanche a ultérieurement influencé le folklore d'Angleterre, d'Irlande et du pays de Galles, puisqu'on y trouve mention de la Dame blanche en même temps que des banshees. En France, certaines Dames blanches sont parfois comparées aux banshees : à l'exemple de la Dame du palais des Bourbons, qui se manifestait la veille de la mort d’un des membres de cette famille.
D'autres créatures comme Mélusine, Áine, Aeibhinn, Aoibheall, sainte Brigitte ont des caractéristiques parfois comparées à celles de la banshee.

## Dans la culture populaire contemporaine

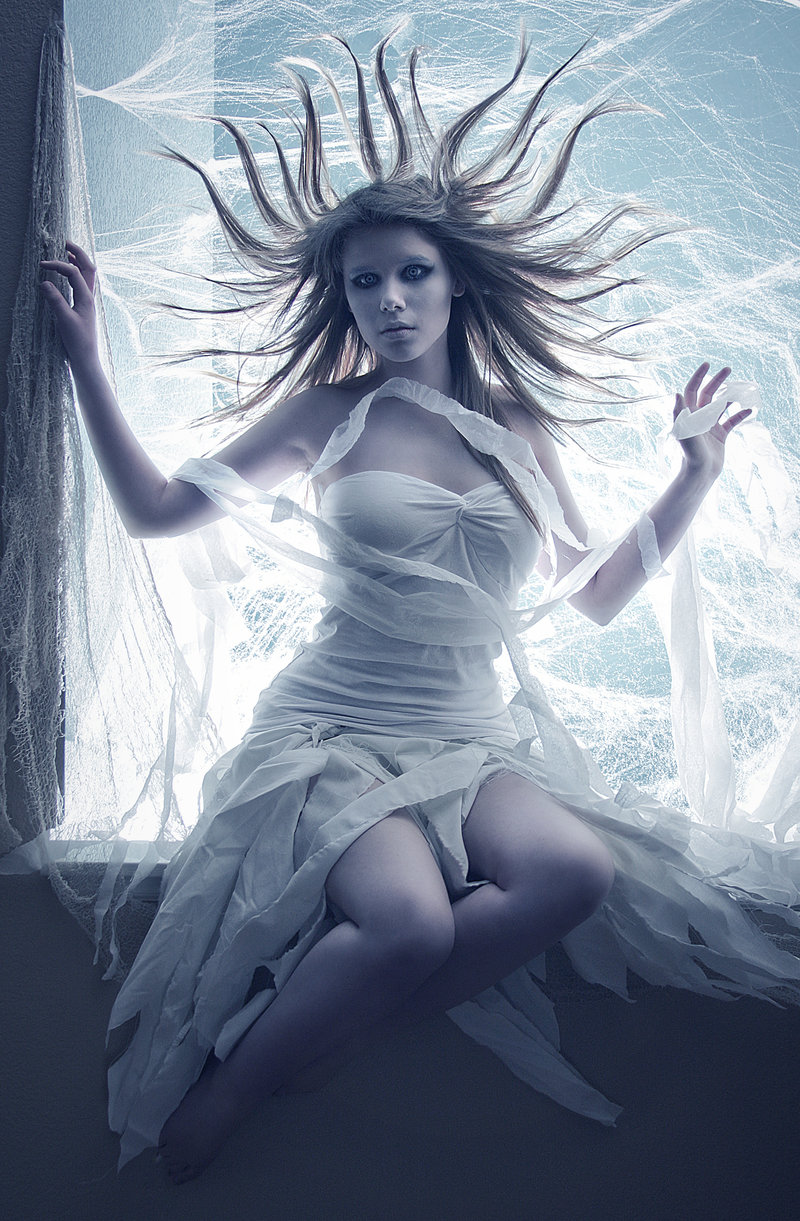
Illustration moderne d'une banshee.

### Littérature
- Léa Silhol, À l’ombre des ifs foudroyés (nouvelle) in : La Tisseuse, Éditions de l'Oxymore.
- Armand Cabasson, La Dame des MacEnnen (roman), Éditions Glyphe  (ISBN 2352850487).
- Gilles Bergal, L’Appel de la Banshee, Francis Valéry, FV Fictions, 1981.
- Dominique Arly, L’Immonde Banshee, Fleuve noir, Angoisse no 193, 1971.
- Terry Pratchett, Timbré, L'Atalante, 2008.
- Joseph Delaney, dans Les Sorcières de l'épouvanteur : Tom Ward affronte une banshee dans l'histoire La Banshie  (ISBN 978-2-7470-3639-9).
- Dans Gardiens des cités perdues, les guérisseurs elfes peuvent avoir des banshees avec eux, qui leur indiquent si leur patient est mourant ou dans un état critique.

### Bande dessinée
- Dans l'univers de Marvel Comics, l'un des X-Men possède un cri destructeur. Nommé Le Hurleur en français, son nom original est Banshee (apparu en 1967).
- Moira Banshee O’Danann est une activiste irlandaise luttant au sein de Sinn Féin dans les années 1910, expliquant être elle-même une banshee. Elle apparaît dans Concert en O mineur pour harpe et nitroglycérine, épisode de la série Corto Maltese réalisé en 1971 par Hugo Pratt et publié dans l'album Les Celtiques.
- Dans l'univers de DC Comics, une super-vilaine ennemie de Superman se nomme Silver Banshee (apparue en 1987), elle a une apparence squelettique et un cri mortel.
- Dans le manga Karneval de Tōya Mikanagi, on voit des banshee, nommées ainsi dans le quatrième tome (2009).
- Dans la série de mangas The Ancient Magus Bride de Kore Yamazaki (débutée en 2013), Silky, personnage secondaire, a été autrefois une banshee.
- Dans le manga Yukikaze, le Banshee IV est un porte-avions volant qui sera abattu par la Fairy Air Force quand celui-ci sera infiltré par les JAM.

### Jeux de rôles sur papier

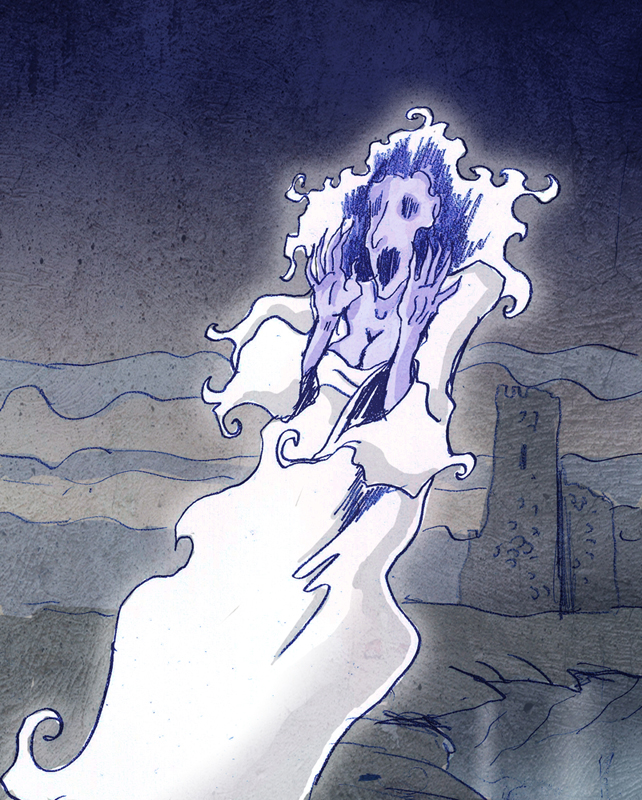
Illustration moderne d'une banshee.

- Dans Donjons et Dragons 3.5 : il s'agit d'un monstre (Manuel des monstres II). À l'origine (Donjons et dragons 1re édition) il s'agissait d'une elfe mauvaise devenue morte vivante dont le cri causait la mort des auditeurs. Le monstre était aussi appelé « esprit hurleur ». Cette créature fut reprise ensuite par les jeux Games Workshop comme une guerrière elfique.
- Dans l’univers de Warhammer 40,000, créé par Games Workshop en 1987, les banshees sont des guerrières de la race des Eldars capables de damner les âmes d'un simple cri.
- Dans Warhammer, les banshee sont des créatures liées aux comtes vampires.

### Musique
- Siouxsie and the Banshees est un groupe de rock britannique formé à Londres en 1976.
- « Do me like a banshee » extrait des paroles de Suck my Kiss, des Red Hot Chili Peppers.
- « Et les filles des banshees m'entraînaient dans la brume... » extrait des paroles de Chambre 2023 (et des poussières) de Hubert-Félix Thiéfaine
- « Do you remember ? Late in September, the banshee cries, when someone dies. » extrait des paroles de The Glory des Cranberries
- Cry of the Banshee est le titre d'une chanson de Brocas Helm.
- The cry of the Banshee est le titre d'une chanson de Pagan Altar
- « Skeleton Jack might catch you in the back, And scream like a banshee, Make you jump out of your skin! » extrait des paroles de This is Halloween. Cette chanson fait partie de la bande originale du film L'Étrange Noël de monsieur Jack de Henry Selick, et a été écrite par Danny Elfman.
- La Banshee est évoquée dans Peacemaker, un titre de l'album 21st Century Breakdown de Green Day : « Well, call of the banshee hey hey ».
- The Tempest (The Siren's Song; The Banshee's Cry) est le titre du premier morceau du second album Lullabies for the Dormant Mind du groupe de metal The Agonist sorti en 2009.
- Banshee est le titre d'une pièce de musique composée par John Hawkins.
- The Banshee est une pièce d'Henry Cowell pour « string piano (en) ».
- Banshee est le nom d'un long play de Bones. La thématique est souvent reprise dans l'esthétique et les paroles de l'artiste.
- Banshee beat est le titre d'une chanson de Animal Collective.
- « But she sings of greed / Like a young banshee » extrait de la chanson Tiny girls, d'Iggy Pop.
- « I heard the banshees calling your name » extrait de la chanson New Fears, de la chanteuse Lights.
- Le groupe de metal The Vision Bleak évoque le mythe de la banshee dans la chanson The Call of the Banshee.
- « Wanna scream like a banshee », extrait de la chanson Nasty du groupe japonais One Ok Rock[11].

### Cinéma
- Dans le film Les Banshees d'Inisherin de Martin McDonagh.
- Dans le film Avatar de James Cameron, les Ikrans, sortes de dragons que chevauchent les Na'vis, sont appelés banshees par les humains[12].
- Dans le film La Guerre des Invisibles, il y a une seule banshee — appelée « grande banshee » — qui fait office de déesse de la nature.
- Dans le film Dark Shadows de Tim Burton, la mère du petit David Collins est une banshee.

### Télévision
- Dans la série de MTV, Teen Wolf, après un long questionnement, le personnage de Lydia Martin (interprété par Holland Roden) s'avère être une banshee. C'est également le cas de Lorraine Martin, sa grand-mère, et Meredith Walker, apparues dès la quatrième saison.
- Une représentation de l'image de la banshee est réalisée dans l'épisode 21 de la saison 3 de Charmed. La traduction française a d'ailleurs adapté le mot « banshee » en « bannie ». Si l'apparence des bannies (peau et cheveux blancs) ainsi que leurs cri perçant est en accord avec ce que disent les légendes, il y a eu cependant quelques modifications de la tradition dans l'épisode.
- Le téléfilm The Banshee de Steven C. Miller raconte l'histoire d'un professeur et de ses étudiants qui se retrouvent confrontés à une banshee.
- Dans le dessin animé Ruby Gloom, Miseria est une banshee : elle pleure sans arrêt et attire le malheur, ce qui est un trait héréditaire.
- La Banshee est un des Enfants d'Obéron dans les Gargoyles, les anges de la nuit.
- Dans Le Monde magique des Leprechauns, la grande banshee est jouée par Whoopi Goldberg.

### Jeux vidéo
- Dans Baldur's Gate II: Shadows of Amn, le « cri de la banshee » est un sort causant un maximum de dégât. Il est classé sort de niveau 9, c'est-à-dire le plus élevé.
- Dans Fable II de Lionhead Studios, les banshees sont des monstres à combattre, pouvant être croisés à l'île de Knothole ainsi qu'aux Marégores[13]. Elles possèdent un cri caractéristique et racontent la douleur que le personnage a pu faire éprouver à sa famille afin de le torturer.
- Dans le jeu Dark Age of Camelot, l'une des classes jouables dans le royaume d'Hibernia est la Bainshee[14]. Ce personnage, ne pouvant être que féminin, prend l'apparence d'un spectre vêtu de voilages blancs.
- Dans Wizard101, les banshees sont des ennemies à combattre ainsi que le sort niveau 10 de l'école de la mort.
- Dans Aion: The Tower of Eternity, les banshees sont des monstres à combattre ; elles se trouvent à Brusthonin, chez les Asmodiens. Elles possèdent une attaque spéciale, en anglais « horrifying scream » (« cri horrifiant ») qui fait fuir le personnage du joueur.
- Dans Warcraft III et World of Warcraft, la banshee est une créature spectrale femelle qui appartient aux factions mortes-vivantes du Fléau et des Réprouvés. Cette dernière est dirigée par une banshee, la reine Sylvanas Coursevent.
- Dans Final Fantasy XI, les banshees sont également des monstres à combattre, et n'apparaissent que la nuit.
- Dans Heroes of Might and Magic V, une capacité de la race des nécromanciens est nommée « hurlement de banshee » et permet d’infliger une perte de moral et d’initiative aux créatures adverses.
- Dans Tales of Symphonia: Dawn of the New World, banshee est l'évolution du hanteur (lui-même l'évolution du fantôme).
- Dans Left 4 Dead et Left 4 Dead 2, la « witch », un zombie spécial, semble très clairement s'en inspirer : c'est une femme pleurant accroupie dans un coin, qu'il ne faut pas énerver sous peine de se voir infliger des blessures à chaque fois quasiment mortelles.
- Dans le jeu Final Fantasy XII, les banshees sont des zombies que l'on trouve dans les Terres mortes de Nabreus.

Hors de la culture populaire contemporaine, en aviation le Banshee est un avion de chasse américain monoplace biréacteur mis en service après la Seconde guerre mondiale.

#### Sources primaires
- John Macrory Magrath (en) / Seean mac Craith (?), Cathreim Thoirdhealbhaigh (en) (« Les Guerres de Thomond »), vers 1380
- Thomas Crofton Croker (1798-1854), Fairy legends and traditions of the South of Ireland, 1834.

#### Articles et ouvrages savants
- (en) Patricia Lysaght, The banshee: The Irish death-messenger, 1986-1997. — Étude de référence sur la banshee (mythologie, textes médiévaux, folklore moderne).
- (en) John Koch, Celtic culture: a historical encyclopedia  — avec un article « banshee » (Lysaght)
- Évelyne Sorlin, Cris de vie, cris de mort : les fées du destin dans les pays celtiques., Helsinki : Suomalainen Tiedeakatemia, 1991  (ISBN 951-41-0650-4). Approches ethnologiques et comparaison de la mythologie irlandaise et gauloise. Certaines analyses de Sorlin sont contestées par d'autres spécialistes.
- (en) Sandra Billington, Miranda Green, The Concept of the Goddess — dont un article (Lysaght) sur les similitudes entre la déesse de la mythologie celtique et la banshee du folklore.

#### Ouvrages de vulgarisation
- Édouard Brasey, art. Banshie, in : L'encyclopédie du merveilleux, T1, Des peuples de la lumière, Le Pré aux Clercs, s.l., 2005, p. 37-39.  (ISBN 2842282345), la grande bible des fées = p. 102-103
- J. Collin de Plancy, art. Banshee, in : Dictionnaire infernal, Slatkine, Genève, 1993, p. 78.  (ISBN 2051012776)
- Michael Page, Robert Ingpen, art. Banshee, in : Encyclopédie des mondes qui n'existent pas, Gallimard, Paris, 1987, p. 221..  (ISBN 2070510328)
- André-François Ruaud, Le dictionnaire féerique, col. "Comme des Ozalids", Éditions de l'Oxymore, s.l., 2002, pp. 31-34.  (ISBN 2913939236)